# Elección para gobernador de Rhode Island de 2010
La elección para gobernador de Rhode Island de 2010 tuvo lugar el 2 de noviembre. El gobernador titular Donald Carcieri no se postuló para la gobernación del estado porque no era elegible para un tercer mandato.

## Primaria republicana
|  | 70.17 % |

|  | 29.83 % |

|  | 100 % |

## Resultados
|  | 36.10 % |

|  | 33.57 % |

|  | 23.05 % |

|  | 6.47 % |

|  | 100 % |

|  | 49.0 % |